# Виробництво кави в Еквадорі

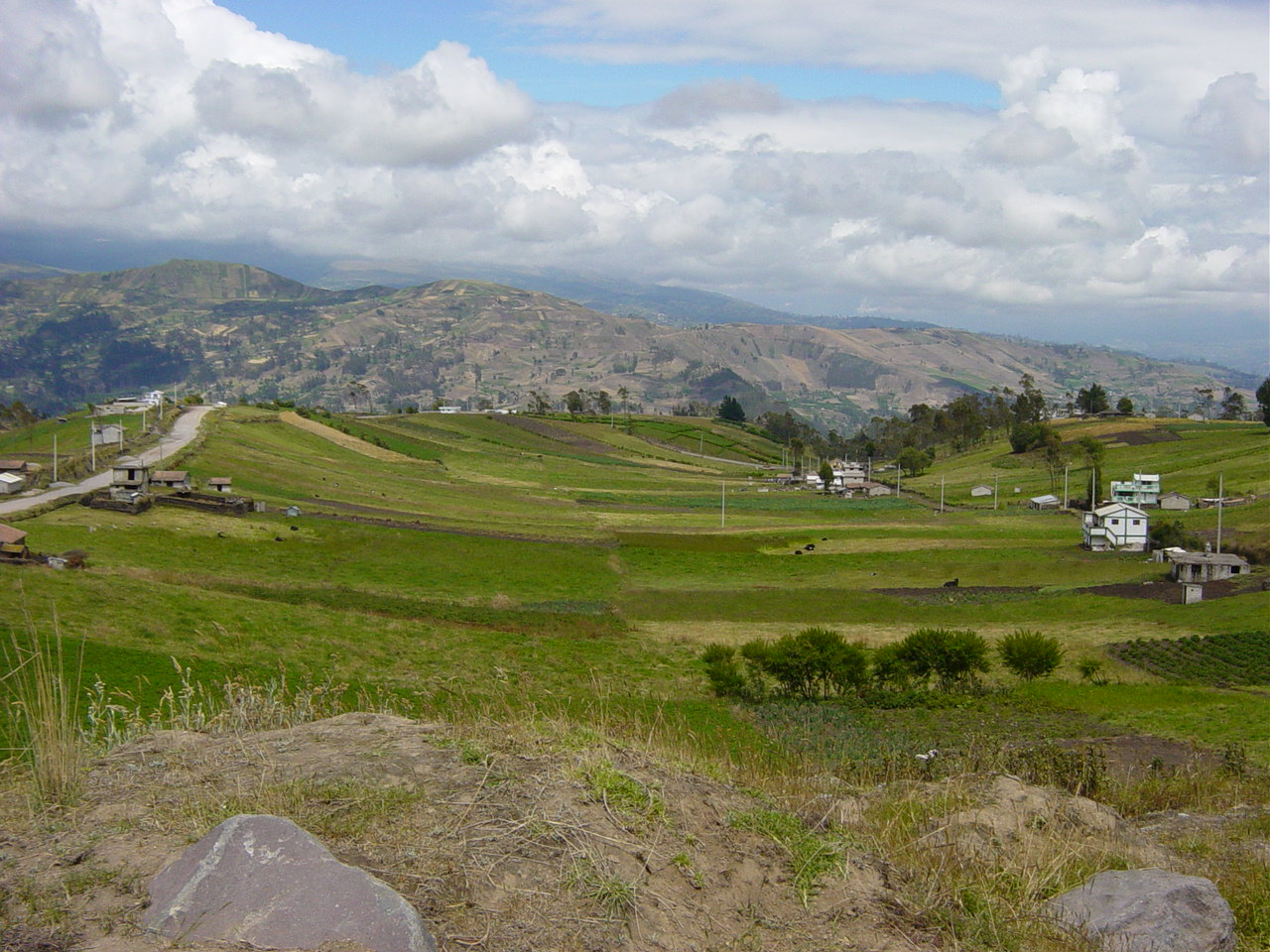
Краєвид поблизу Амбато, Еквадор

Еквадор є невеликою країною за площею, але має великі виробничі потужності та став однією з 15 країн світу, що експортує всі сорти кави: миту арабіку, натуральну арабіку та робусту. Різноманітність екосистем в Еквадорі дозволяють вирощувати різні культури кави в усій країні, включно з Галапагоськими островами.

## Історія

### Перші роки
Історично склалося так, що зона Джіпіджапа в провінції Манабі була одним із найвидатніших місць, де вирощували каву в Еквадорі. У 1860 році туди завезли кавові зерна. Коли Еквадор відкрився для зовнішньої торгівлі та комерції, значні зміни відбулися у всій країні, а нові невеликі плантації досягли певного ступеня розвитку, що дозволило експортувати каву для економічного зростання нації. Це явище відбувалося практично нарівні з виробництвом какао.

### Розвиток виробництва
У 1903 році вирощування кави скоротилося, але через два роки воно знову почало зростати, і Еквадор почав експорт в кілька європейських країн з порту Манта. У 1935 році експорт значно зріс. У 2001 році збільшився до 1 062 000 одиниць виробництва на рік, що еквівалентно 63 720 метричним тоннам. З цього тоннажу 311 804 експортовано як зерно. У 2001 році вважалося, що площа під вирощування кави в Еквадорі становила близько 262 060 гектарів, а до 2012 року офіційні урядові та промислові дані вказували цифри приблизно у 200 000 гектарів, з яких 150 000 гектарів були оцінені як виробничі. Загальне річне виробництво кави в Еквадорі, на сьогоднішні (2012 рік) оцінюється приблизно в 650 000 мішків по 60 кілограмів (міжнародний стандарт, який використовується для вимірювання виробництва кави в усьому світі), з яких від 60 до 70 відсотків припадає на арабіку, а решту становить робуста.

## Райони вирощування

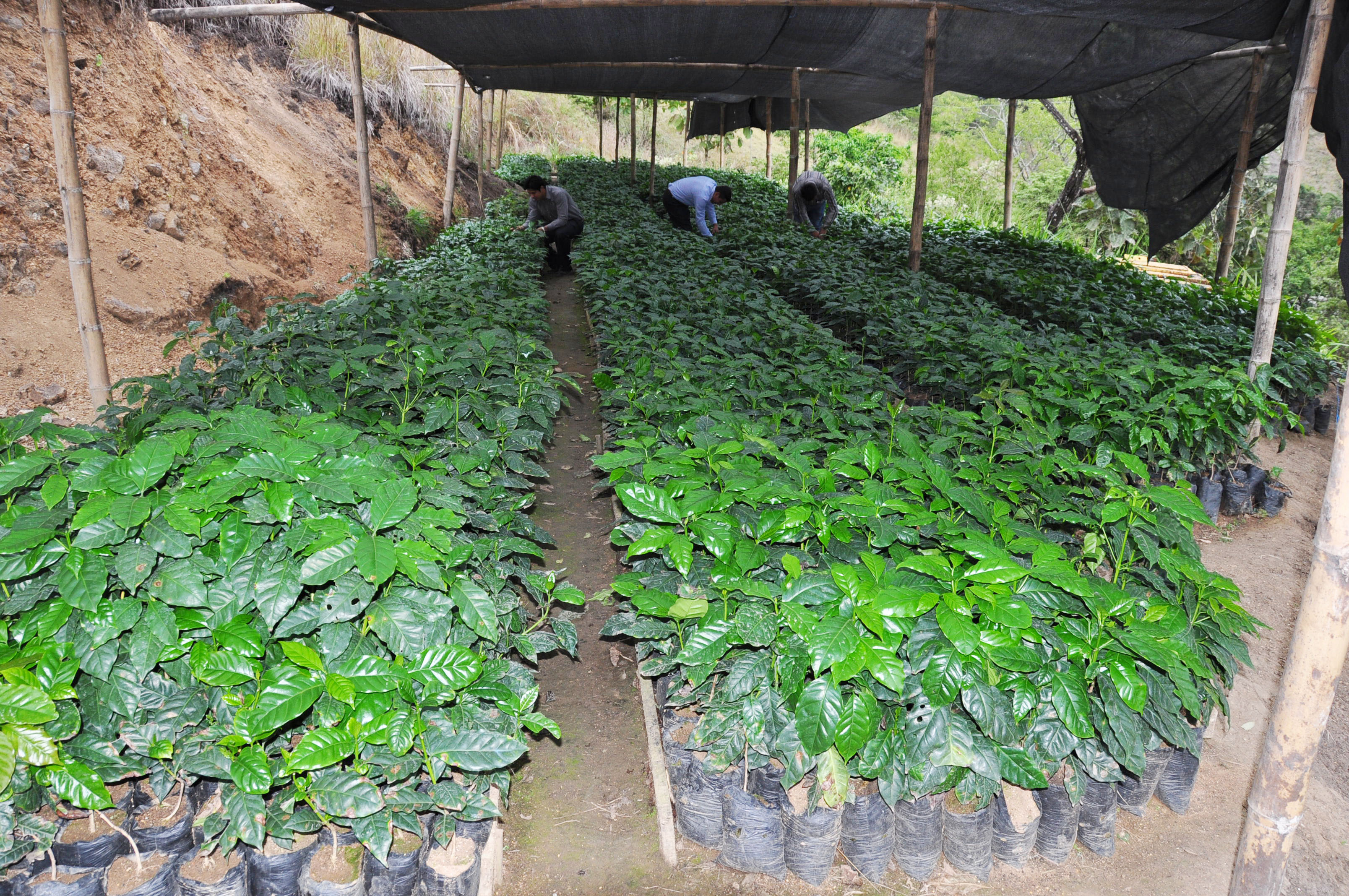
Розплідник з кавовими рослинами в Піньясі, провінція Ель-Оро.

Основні провінції для вирощування кави:
| Різноманітність кави | Провінції                                            |
| -------------------- | ---------------------------------------------------- |
| Арабіго лавадо       | Ель-Оро, Манабі, Лоха, Гуаяс і Самора Чінчіпе        |
| Арабіго натуральний  | Лоха, Манабі, Ель-Оро, Лос-Ріос і Гуаяс              |
| Робуста              | Пічінча, Орельяна, Сукумбіос, Гуаяс, Лос-Ріос і Напо |

## Експорт
Культура, виробництво, комерціалізація, індустріалізація та експорт кави є одним із найважливіших секторів економіки Еквадору. CORPEI, COFENAC і ANCAFE (Asociación Nacional de Exportadores de Café) — це деякі установи, які допомагають просувати еквадорську каву в усьому світі. Аграрії, які займаються цією діяльністю, а також розширенням експорту, роблять важливий внесок в економіку Еквадору. Еквадорська кава експортується приблизно в п'ятдесят країн, включаючи США, Колумбію, Іспанію, Чилі, Німеччину, Італію, Францію, Польщу, Японію, Бельгію, Канаду, Нідерланди, Аргентину та Швейцарію.
Як велику перевагу, з точки зору конкурентоспроможності, слід зазначити, що вирощуються три сорти кави з різноманіттям товарного вигляду: зелена, смажена у зернах, смажена і мелена, висушена розпиленням, агломератна і сублімована. Встановлено конкурентоспроможні ціни на світовому ринку, а доступність продукції існує протягом більшої частини року.